# Хмелівський район (Роменська округа)
Хмелівський райо́н — колишній район Роменської округи.

## Історія
Утворений 7 березня 1923 з центром в селі Хмелів у складі Роменської округи Полтавської губернії з Хмелівської, Пикарівської і Рогинської волостей.
Розформований 13 березня 1925, сільради приєднані:
- Хмелівська, Пекарівська, Владимирівська і Басівська до Смелянського району;
- Рогинська до Велико-Бубнівського району;
- Калинівська і Миколаївська до Роменського району.